# Государственная премия Эстонской ССР
Государственная премия Эстонской ССР (эст. Eesti NSV riiklik preemia) — республиканская премия Эстонской ССР, учреждённая 2 марта 1982 года Постановлением № 126 Центрального Комитета Коммунистической Партии Эстонской ССР и Совета Министров Эстонской ССР.
Этим постановлением отменялись все предыдущие постановления, связанные с Премией Советской Эстонии; государственная премия Эстонской ССР стала её преемницей.
Согласно «Основному Положению о вручении государственных премий Эстонской ССР», государственные премии Эстонской ССР вручались за научные достижения, которые вносили большой вклад в развитие родной науки; за разработку и внедрение в народное хозяйство самых современных материалов, машин и механизмов; за новые высокопроизводительные технологические процессы; за разработку и внедрение новых форм и методов управления; за внедрение имеющего большое значение для народного хозяйства передового производственного и технического опыта; за выдающиеся достижения в социалистическом соревновании; за оригинальные и экономичные архитектурные и технические сооружения; за основополагающие теоретические исследования в области государственного и экономического строя и в области марксизма-ленинизма; за особо мастерские и высокоидейные произведения литературы и искусства и за создание фундаментальных учебников для высших школ, средне-специальных учебных учреждений, средних школ и профессиональных школ, а также для партийной и экономической образовательной системы.